# Günter Bachmann

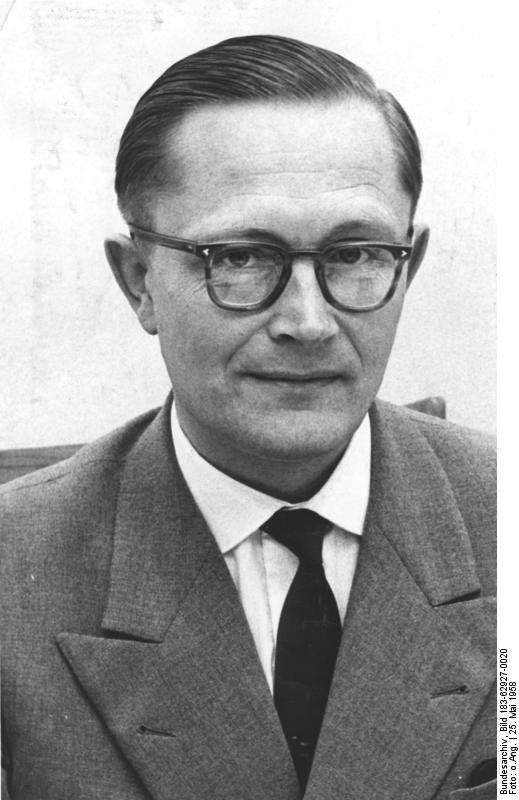
Günther Bachmann (1958)

Günter Bachmann (* 21. März 1915 in Kattowitz; † 15. Mai 2011 in Bornheim) war ein deutscher Jurist und Beamter.

## Leben
Bachmann, dessen Vorfahren aus Oberschlesien stammten, war Sohn eines Frauenarztes. Seine Mutter starb, als er drei Jahre war. Nach seinem Abitur am humanistischen Gymnasium studierte er in Kattowitz ab 1932 Rechtswissenschaft in Innsbruck und Breslau. 1939 wurde er zum Dr. iur. promoviert. Kurz darauf legte er das zweite Staatsexamen ab und wurde zur Wehrmacht einberufen. Als Leutnant geriet er in britische Kriegsgefangenschaft und kam 1946 aus Italien zurück nach Deutschland.
1947/48 war Bachmann als Staatsanwalt und Landgerichtsrat in Mannheim tätig. Von 1948 bis 1950 arbeitete er für die Organisation Gehlen, den Vorgänger des Bundesnachrichtendienstes (BND). Die Dienststelle der Organisation Gehlen war als „Industrie-Forschungsinstitut“ getarnt, in München ansässig und pflegte vor allem Wirtschaftskontakte. 1950 wechselte Bachmann zum Amtsgericht Mannheim und 1951 als Landgerichtsrat zum Landgericht Mannheim.
Von 1952 bis 1968 war er im Bundeskanzleramt tätig. Er war von 1952 bis 1955 Hilfsreferent im Referat 5 und mit Grundsatzfragen und Kabinettssachen des Auswärtigen Amtes, des Innenministeriums/Abteilung Innere Sicherheit, des Bundesministeriums für Gesundheit und der Dienststelle Blank beschäftigt. Zudem war das Referat die Anlauf- und Kontaktstelle für die Organisation Gehlen und – nach deren Übernahme in Bundesdienst – für den BND zuständig. Von 1955 bis 1958 war Bachmann Leiter des Referates 5, bevor er im Mai 1958 persönlicher Referent von Konrad Adenauer wurde. Von 1959 bis 1964 übernahm er erneut die Leitung des Referates 5; von 1960 bis 1964 zusätzlich die Leitung des Referates 4 mit Zuständigkeit für Kabinettssachen des Bundesministeriums der Verteidigung und die Geschäftsführung des Bundesverteidigungsrats. Von 1964 bis 1969 war er Leiter der Unterabteilung I A (ab 1966 III A bezeichnet) für militärische und zivile Verteidigung. 1969 wechselte er ins Bundesministerium des Innern und übernahm die Leitung der Abteilung D (Beamtenrecht und sonstiges Personalrecht des öffentlichen Dienstes).
Von 1970 bis 1984 war Günter Bachmann Direktor des Deutschen Caritasverbandes in Bonn. Von 1982 bis 1986 übernahm er die Leitung der 87. bis 89. Katholikentage in Düsseldorf, München und Aachen.
Günter Bachmann wurde 1975 in den Ritterorden vom Heiligen Grab zu Jerusalem investiert.
Er war Mitglied der katholischen Studentenverbindungen KAV Rheno-Danubia Innsbruck, KDStV Winfridia (Breslau) Münster, KDStV Aenania München und AV Salia-Silesia Gleiwitz.